# Pignon (Haïti)
Pignon (Kreyòl: Piyon) is een stad en gemeente in Haïti met 43.000 inwoners. De plaats ligt in het Massif du Nord, 50 km ten zuiden van de stad Cap-Haïtien. De gemeente maakt deel uit van het arrondissement Saint-Raphaël in het departement Nord.
Er wordt koffie, sinaasappelen en limoenen verbouwd. Ook wordt er vee en bijen gehouden. Verder wordt er hout verzameld.

## Indeling
De gemeente bestaat uit de volgende sections communales:
| Nr. | Naam          | Km²   | Inw.2015 |
| --- | ------------- | ----- | -------- |
| 1   | Savannette    | 57,01 | 28.894   |
| 2   | La Belle Mère | 83,40 | 14.369   |